# Ruine Münchsberg
Der Münchsberg ist die Ruine einer Höhenburg aus dem 13. Jahrhundert nahe den Orten Aesch und Pfeffingen, auf dem Gebiet der Gemeinde Pfeffingen im Schweizer Kanton Basel-Landschaft.

## Lage

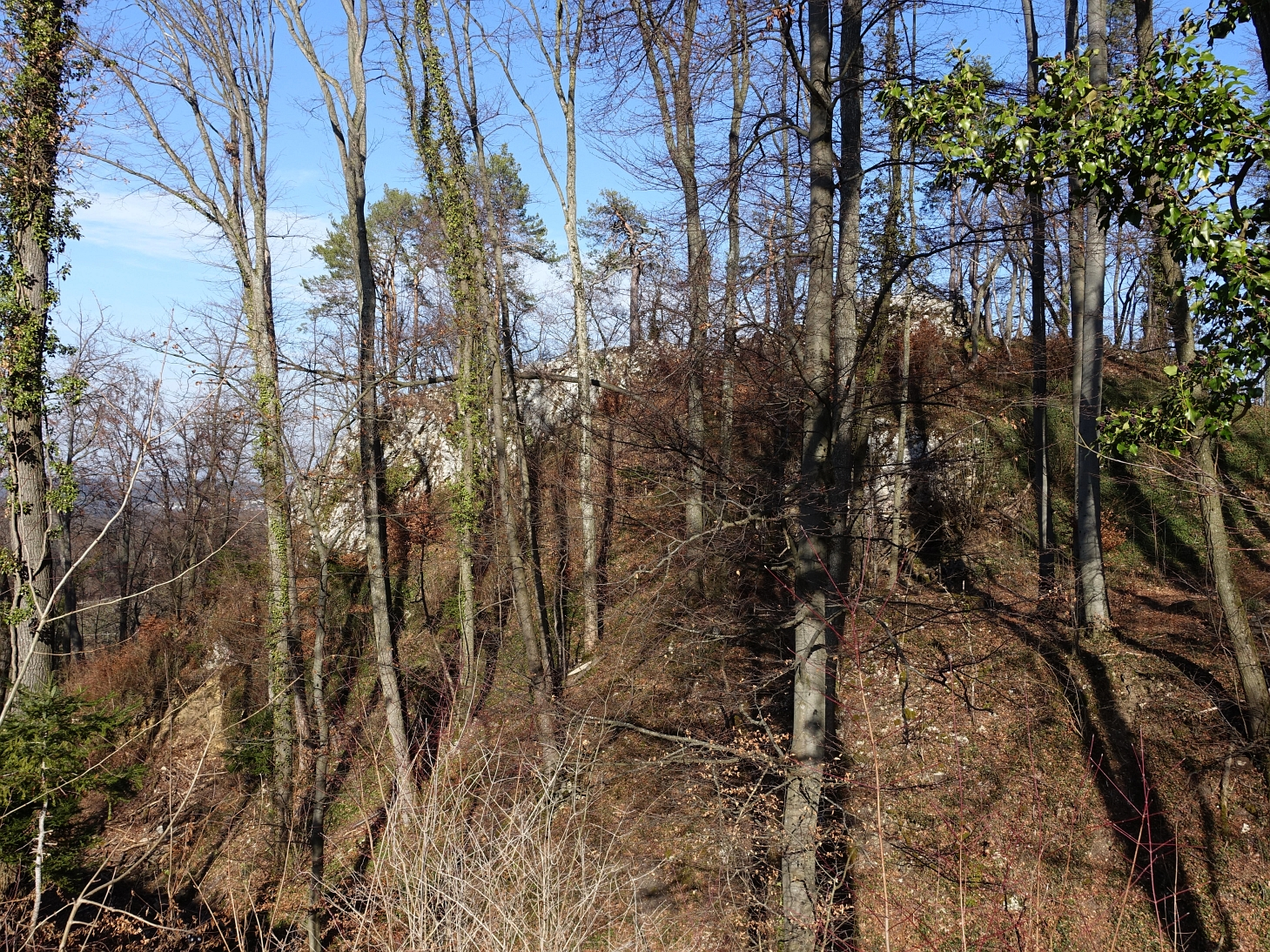
Ruine Münchsberg

Die Ruine liegt auf einem durch mehrere Felsköpfe gegliederten Kamm über dem Klusertal auf 477 Meter Höhe am Zufahrtsweg zum Plattenpass, einer wichtigen mittelalterlichen Verkehrsverbindung zwischen dem Birseck und dem Laufental. 390 Meter nordwestlich entfernt liegt die Burgruine Schalberg mit ihrem danebenliegenden Vorläufer Ruine Engenstein. Die Ruine Münchsberg ist stark von Wald überwachsen und deshalb im Sommer von der Strasse im Aescher Klusertal aus kaum zu erkennen. Die Ruine ist auf dem «Burgengratweg» zu Fuss erreichbar.

## Anlage

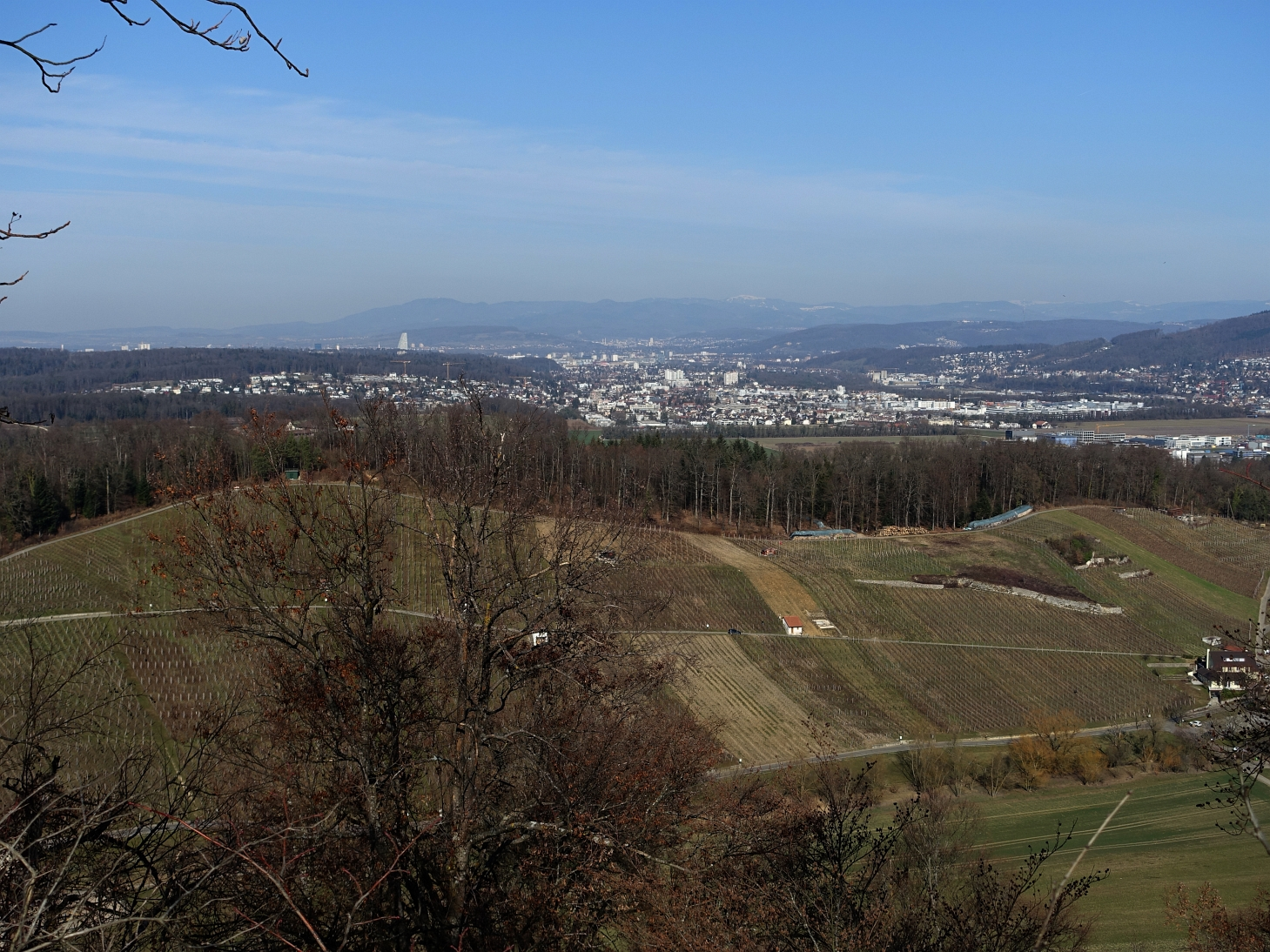
Ausblick zur Klus und Basel

Die nordöstliche Längsseite der Anlage wurde durch die steilen Felsen geschützt, während die Annäherung an die südwestliche Längsseite und südöstliche Schmalseite durch einen natürlichen, künstlich vertieften Graben erschwert wurde: Der Aushub wurde gleich auch zur Baumaterialgewinnung verwendet. Von der einst ausgedehnten Burganlage sind lediglich noch Reste turmartiger Bauten und einer grossen Ringmauer erhalten. Die Hauptburg ist durch die Struktur der Felsköpfe in zwei Teile gegliedert:
- Auf dem südöstlichen Felskopf stand ein Wohnbau mit 19 × 14 Metern Ausdehnung und bis zu 3 Metern Mauerstärke. Dazu gehörten, wohl an den Wohnturm angebaut, weitere Nebenbauten, von denen kaum noch Reste übrig sind. Entsprechend lassen sich weder Bauweise noch Zweckbestimmung erkennen;
- Der nordwestliche Felskopf trug mindestens drei weitere Gebäude mit zum Teil erheblichen Ausdehnungen (bis zu 16 × 16 Meter). Auch hier sind aufgrund der dürftigen Reste keine Aussagen über Zweck und Konstruktion möglich.

Südöstlich dieser Hauptburg – getrennt durch einen Halsgraben – ist noch ein Vorwerk zu vermuten: Ein offenbar künstlich geformter Hügel von mehr als 15 × 15 Metern Ausdehnung ist von einem recht flachen Graben umgeben. Das Fehlen von Mauerresten auf diesem Hügel könnte darauf hindeuten, dass dieses Vorwerk oder Nebengebäude nie vollendet wurde.

## Geschichte

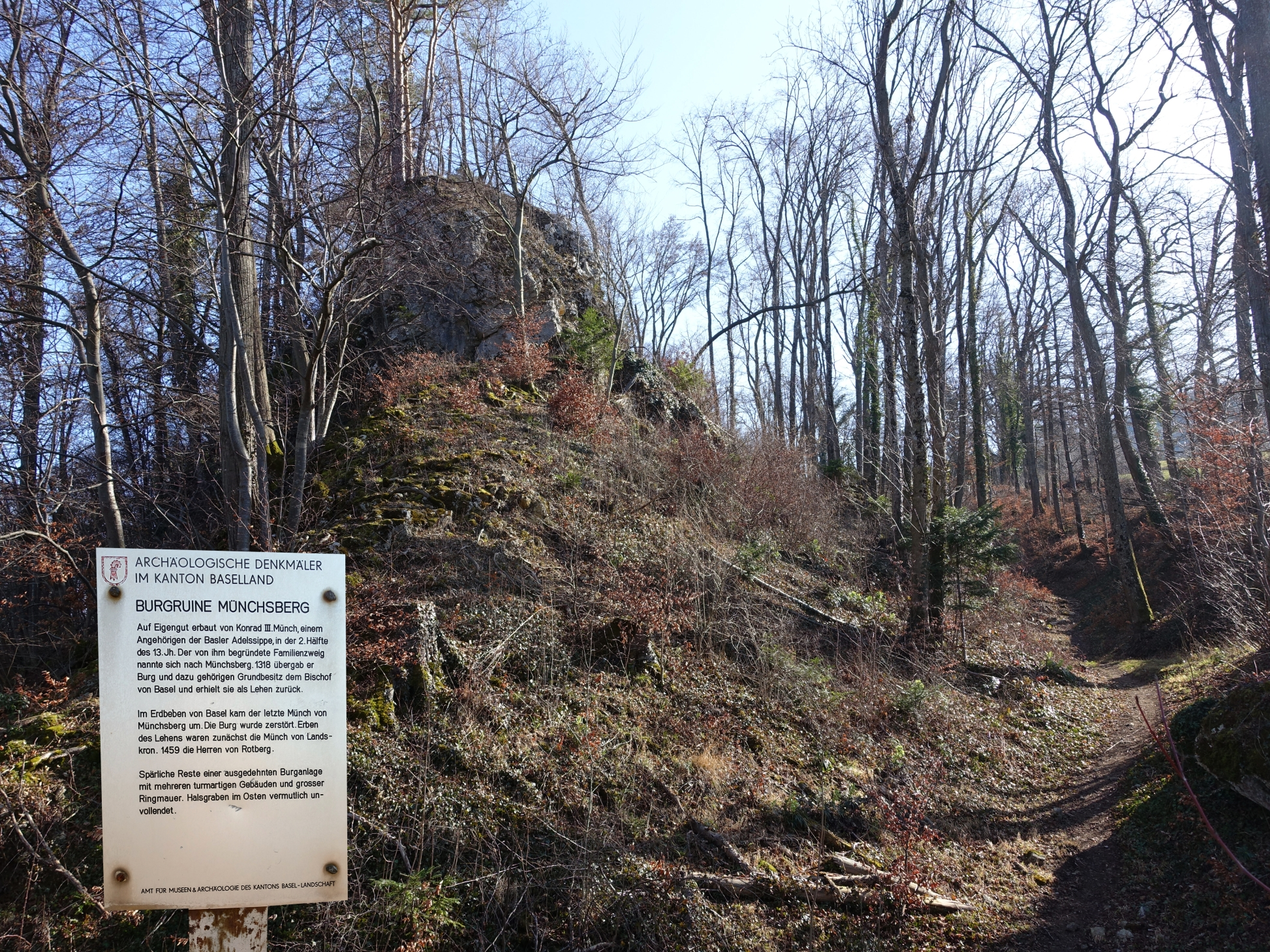
Ruine Münchsberg

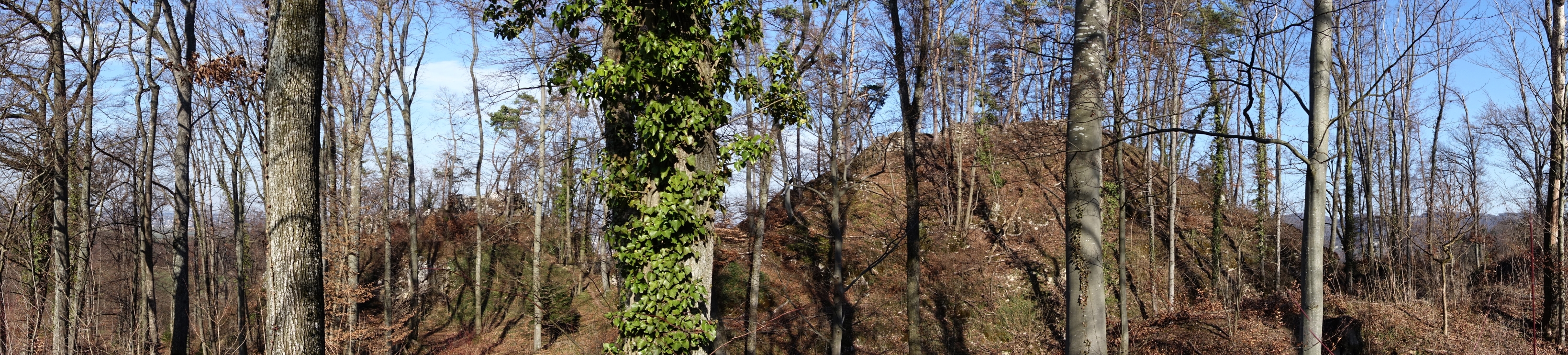
Ruine Münchsberg

Erbaut wurde die Burg in der zweiten Hälfte des 13. Jahrhunderts, aber nach 1286, von Konrad III. Münch, einem Angehörigen des Basler Adels- und Patriziergeschlechtes Münch auf Allod. Das Ziel der Gründung lag wohl weniger am Interesse an der Passstrasse über den Plattenpass als in der Begrenzung der Machtentfaltung der nahegelegenen Schaler (Ruine Engenstein, Ruine Schalberg, Ruine Frohberg).
Die Münchs waren ursprünglich ein Ministerialengeschlecht des Bischofs von Basel. 1227 wurde den Dienstmannen des Bischofs das Recht zugestanden, Lehen zu empfangen. 1232 erhielt dann das erste Mitglied der Familie Münch den Rang eines Ritters. Die Münchs wurden im 13. Jahrhundert eine der führenden Familien der Ritterschaft im Bistum Basel. Die dann von Konrad III. erbaute Burg Münchsberg war hierbei eine der grössten Burgen im damaligen Bistum Basel. Der von Konrad III. Münch gegründete Familienzweig nannte sich fortan nach Münchsberg «Münch von Münchsberg». 1318 übergab Konrad IV. Münch, der Sohn Konrad III., die Burg und den dazugehörigen Grundbesitz dem Bischof von Basel und erhielt diese als Lehen zurück: Dies ist im damaligen Rechtssystem ein üblicher Vorgang, mit dem sich eine Adelsfamilie den Schutz eines höhergestellten, mächtigeren Herren für ihren Einflussbereich sicherstellte.
Beim Erdbeben von Basel 1356 kam der letzte Angehörige dieses Familienzweiges, der Geistliche Peter Münch, ums Leben, und die Burg wurde beschädigt und als Burg aufgegeben. Das «Burgensterben» war zu dem Zeitpunkt in dieser Gegend bereits in vollem Gange, das politische Geschehen verlagerte sich in die Städte, und so wollten die Münchs wohl die Investition zum Wiederaufbau nicht mehr leisten. Das Lehen fiel mit dem Tode Peter Münchs an die Linie der «Münch von Landskron». 1459 endete mit dem Tode von Hans Münch auch der Zweig der Münch von Landskron, und die Ruine wurde von den Herren von Rotberg übernommen.
Im Rahmen der aggressiven Expansionspolitik von Solothurn nach Norden wollten die Rotberger 1515 die Münchsberg als Zugabe zu ihrer eigenen Stammherrschaft an Solothurn verkaufen. Obwohl die Münchsberg da schon in Trümmern lag, war Solothurn an den mit der Burg verknüpften Gütern (z. B. Dinghof Aesch) und Rechten (z. B. Steuererhebung, Rechtsprechung) interessiert. Der Bischof als Lehnsherr und Ziel der solothurnischen Expansionspolitik stoppte aber vorerst diesen Verkauf. Erst rund 40 Jahre später stimmte er dann zu. Dass Münchsberg heute im Kanton Basel-Landschaft liegt, ist mit einer Grenzbereinigung zwischen Solothurn und Baselland im 19. Jahrhundert zu erklären.